# Quebradeiras de coco babaçu do Coxo de Dentro

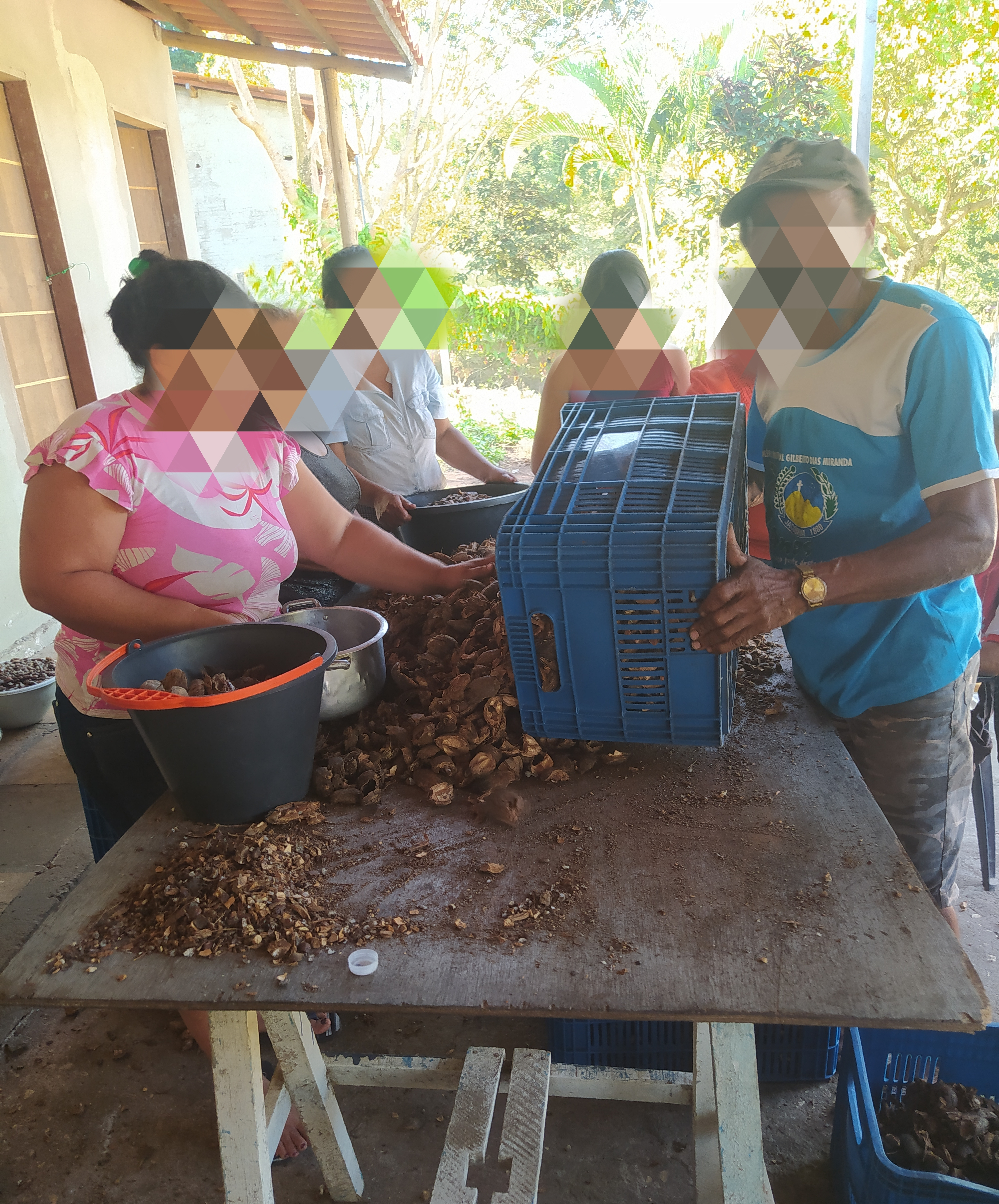
Separação do Coco Babaçu

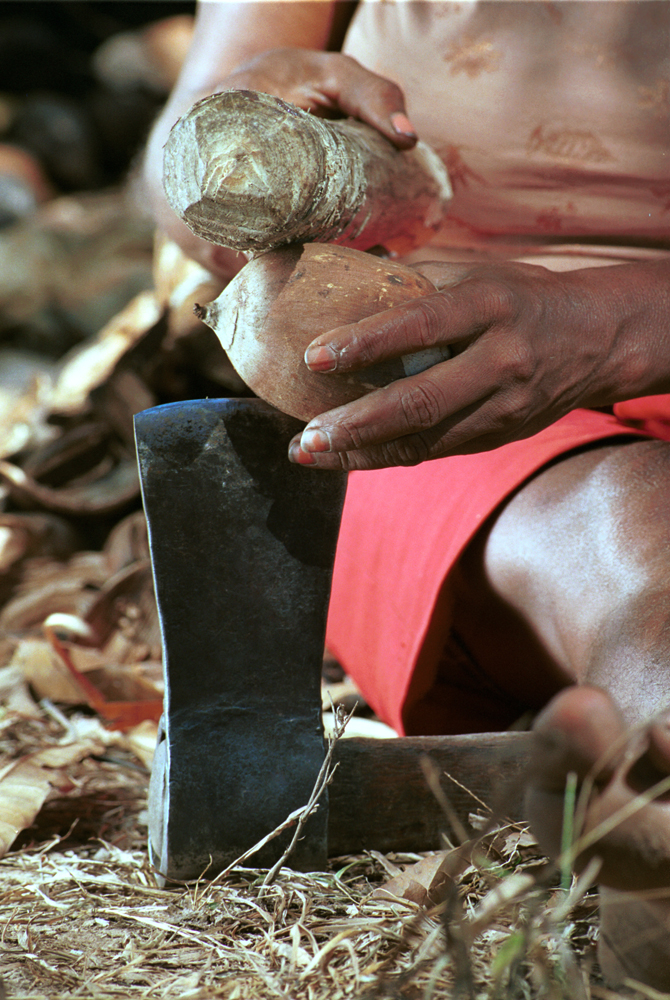
Quebradeira de Coco Babaçu

O extrativismo do babaçu no povoado Coxo de Dentro remonta a décadas anteriores e sempre esteve associado ao trabalho feminino. O coco era coletado manualmente pelas mulheres da comunidade, que extraíam as amêndoas para consumo próprio ou para venda a pequenos comerciantes locais. Apesar de ser uma atividade fundamental para a subsistência das famílias, o trabalho era realizado de forma informal e sem reconhecimento institucional.
Embora o extrativismo do babaçu seja mais comum nos estados do Maranhão, Piauí, Tocantins e Pará, ele também integra a cultura agrícola de algumas regiões da Bahia. A escassez de estudos sobre essa prática no estado contribuiu para a invisibilidade histórica das mulheres envolvidas na atividade.

## Formação da Unidade de Beneficiamento

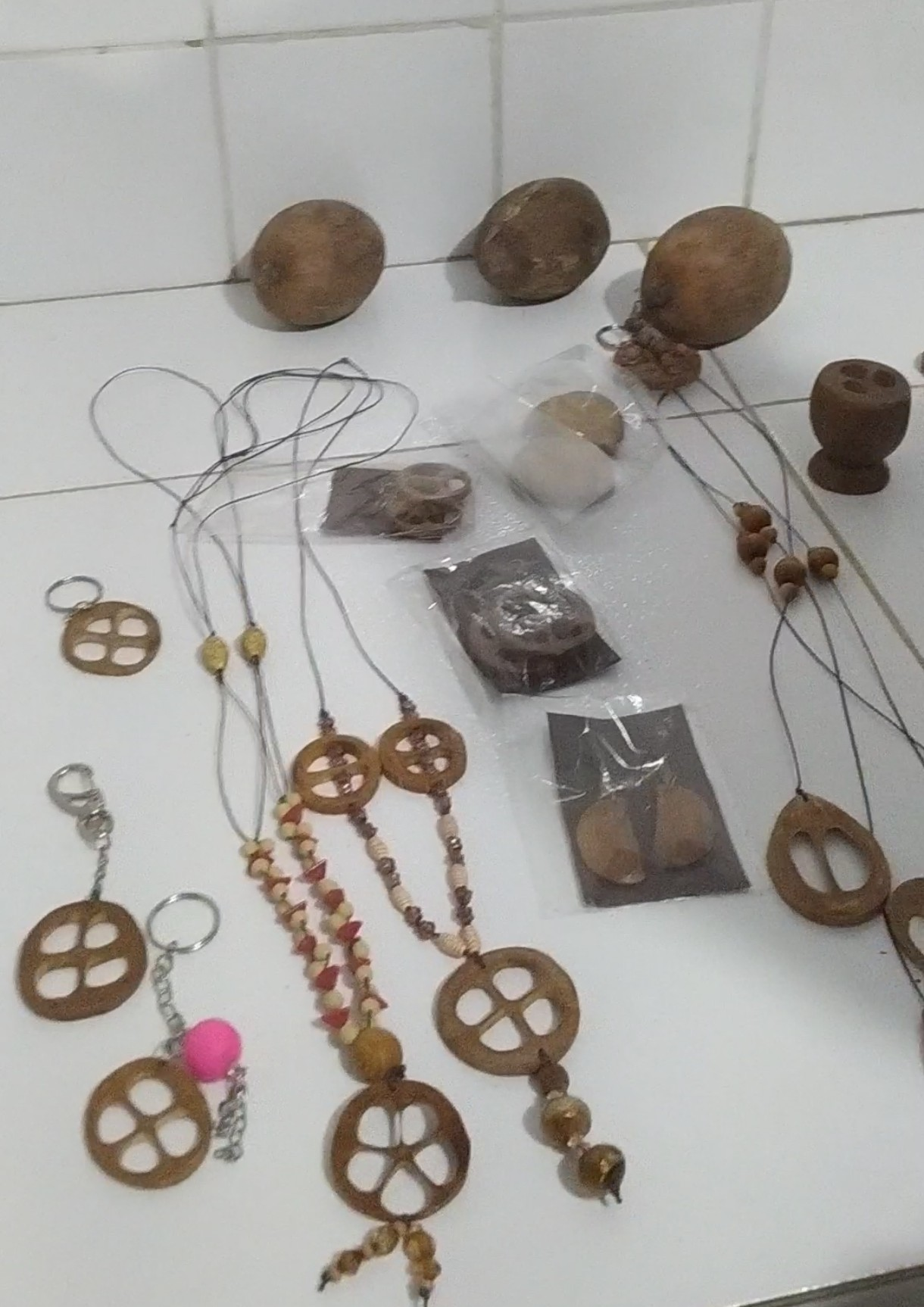
Artesanato a base de Coco Babaçu

Em 2010, um grupo de moradoras do povoado, com o apoio da Associação Comunitária dos Moradores e Agricultores do Cocho de Dentro (ACMACD), iniciou a criação de um empreendimento coletivo para o beneficiamento do coco babaçu. Por meio de parcerias com instituições como a Companhia de Desenvolvimento e Ação Regional (CAR) e a empresa Yamana Gold, foram adquiridos maquinários e um veículo para escoamento da produção. A partir desse processo, surgiu a Unidade de Beneficiamento do Coco Babaçu (UBCB).
Com o novo modelo de organização, o coco passou a ser transformado em produtos como óleo, leite vegetal, carvão, sabão artesanal, cosméticos, biojoias, ração animal e alimentos. Esses itens foram comercializados sob a marca “Bahia Babaçu”, agregando valor à produção local e aumentando a renda das mulheres envolvidas.

### Organização feminina e impacto social
A gestão da unidade de beneficiamento passou a contar com atuação ativa das mulheres da comunidade, mesmo com baixa escolaridade formal. Elas assumiram funções administrativas, como secretarias e tesoureiras da associação local.
O projeto também teve impacto na autoestima e na inserção social das trabalhadoras. Muitas passaram a frequentar serviços públicos, participar de debates comunitários e ocupar espaços sociais antes pouco acessíveis. Mesmo com limitações técnicas, como o funcionamento irregular de equipamentos, a produção continua com o apoio de mutirões realizados aos fins de semana.

### Inserção em movimentos sociais
As quebradeiras de coco do Coxo de Dentro não estão formalmente vinculadas ao Movimento Interestadual das Quebradeiras de Coco Babaçu (MIQCB), mas compartilham objetivos semelhantes, como a defesa dos direitos territoriais, a valorização do trabalho feminino e a preservação dos modos de vida tradicionais.

## Importância ecológica e econômica
A atividade extrativista na região também tem dimensão ambiental. A palmeira babaçu (Orbignya speciosa) leva cerca de 12 anos para atingir maturidade reprodutiva. Por isso, o uso integral do coco e a preservação dos babaçuais são fundamentais para a continuidade da prática e da cultura local.

### Produção acadêmica
Em 2023, a estudante Fabrícia Pereira de Brito Paiva, da Universidade do Estado da Bahia (UNEB), elaborou um catálogo de entrevistas com mulheres quebradeiras de coco da comunidade. A pesquisa utilizou a história oral como metodologia central e buscou registrar as memórias, saberes e vivências das trabalhadoras rurais do Coxo de Dentro.
O estudo destaca o papel da universidade como ponte entre o conhecimento acadêmico e os saberes populares, contribuindo para o reconhecimento dessas mulheres como agentes de sua própria história.

### Representações midiáticas
A história das quebradeiras foi retratada em produções audiovisuais. O vídeo intitulado "As Quebradeiras de Coco do Coxo de Dentro", exibido na plataforma Globoplay, apresenta o cotidiano da coleta e do beneficiamento do coco. Como também, outro documentário, nomeado "As Quebradeiras de Coco Babaçu: Vozes Femininas da Resistência", disponível na plataforma YouTube, traz depoimentos das mulheres sobre os impactos do empreendimento em suas vidas.
1. 1 2  SENA, Jaqueline Valois Rios et al. Ascensão social da mulher jacobinense: de quebradeiras de coco babaçu a empreendedoras. Universidade do Estado da Bahia – UNEB, 2012.
2. 1 2  PAIVA, Fabrícia Pereira de Brito. Catálogo de entrevistas: histórias de mulheres quebradeiras de coco babaçu da comunidade do Coxo de Dentro, em Jacobina-BA. 2023. Trabalho de Conclusão de Curso (Licenciatura em História) – Universidade do Estado da Bahia, Departamento de Ciências Humanas – Campus IV, Jacobina, 2023.
3. ↑  Globoplay. As Quebradeiras de Coco do Coxo de Dentro. Disponível em: . Acesso em: 21 maio 2025.